# Książę i aktoreczka
Książę i aktoreczka (ang. The Prince and the Showgirl) – brytyjsko-amerykańska komedia filmowa z 1957 roku w reżyserii Laurence’a Oliviera. Scenariusz powstał na podstawie sztuki The Sleeping Prince Terence’a Rattigana. W spektaklu teatralnym Olivierowi partnerowała jego żona Vivien Leigh. W filmie zaś zastąpiona została przez Marilyn Monroe.

## Opis fabuły
W 1911 Anglia przygotowuje się do koronacji Jerzego V. Do Londynu zaproszono wiele koronowanych głów, a wśród nich rodzinę królewską z Karpatii: królową wdowę (Sybil Thorndike), księcia regenta Charlesa (Laurence Olivier) i jego syna Nicolasa (Jeremy Spenser). Charles, koneser kobiet, zauważa w teatrze rewiowym piękną, amerykańską aktorkę Elsie (Marilyn Monroe) i pragnie ją uwieść. Zaprasza ją do ambasady, gdzie stosuje swoje sztuczki, lecz zaloty kończą się fiaskiem. Próbuje więc pozbyć się towarzyszki. Ostatecznie Elsie wchodzi w życie królewskiej rodziny, prowadząc do rozładowania istniejących napięć. 

## Obsada
- Marilyn Monroe – Elsie Marina
- Laurence Olivier – książę regent Charles
- Jeremy Spenser – król Nicolas
- Sybil Thorndike – królowa matka
- Richard Wattis – Northbrook
- Daphne Anderson – Fanny
- Charles Victor – dyrektor teatru
- Vera Day – Betty
- Jean Kent – Masie Springfield
- Aubrey Dexter – ambasador
- Esmond Knight – pułkownik Hoffman
- Gladys Henson – Dresser
- Gillian Owen – Maggie

## Nagrody i nominacje
- nominacja do BAFTY dla najlepszego filmu
- nominacja do BAFTY dla Laurence'a Oliviera
- nominacja do BAFTY dla Marilyn Monroe

Produkcja 
Na konferencji prasowej przed rozpoczęciem zdjęć pękło ramiączko sukienki Monroe, co odwróciło uwagę od tematu spotkania i wywołało wielkie poruszenie wśród fotoreporterów. Ten incydent był niejako przedsmakiem trudnej współpracy obydwu gwiazd filmowych – Olivier niejednokrotnie podnosił głos i krytycznie odnosił się do aktorki, a ta w ramach odwetu spóźniała się na plan. Reżyser nie mógł pogodzić się z obecnością Pauli Strasberg na planie, ponieważ był przeciwnikiem stosowanych przez nią metod (np. ciągłego i przesadnego wychwalania swojej podopiecznej). Monroe po zakończeniu zdjęć przeprosiła całą ekipę filmową za swoje zachowanie